# Neckera plicata
Neckera plicata là một loài rêu trong họ Neckeraceae. Loài này được (Brid.) Schwägr. mô tả khoa học đầu tiên năm 1829.